# 圣西戈莱娜
圣西戈莱娜（法語：Sainte-Sigolène，法語發音：[sɛ̃t siɡɔlɛn]）是法国上卢瓦尔省的一个市镇，位于该省东北部，属于伊桑若区。

## 地理
圣西戈莱娜（45°14'35"N, 4°14'5"E）面积30.64 平方千米，位于法国奥弗涅-罗讷-阿尔卑斯大区上盧瓦爾省，该省份为法国中南部省份，北起多姆山省和卢瓦尔省，西接康塔爾省，南至洛泽尔省，东临阿尔代什省。
与圣西戈莱娜接壤的市镇（或旧市镇、城区）包括：格拉扎克、拉普特、卢瓦尔河畔莫尼斯特罗勒、沃莱地区圣迪迪耶、圣帕勒德蒙、瑟梅讷河畔拉塞欧沃、莱维莱特。
圣西戈莱娜的时区为UTC+01:00、UTC+02:00（夏令时）。

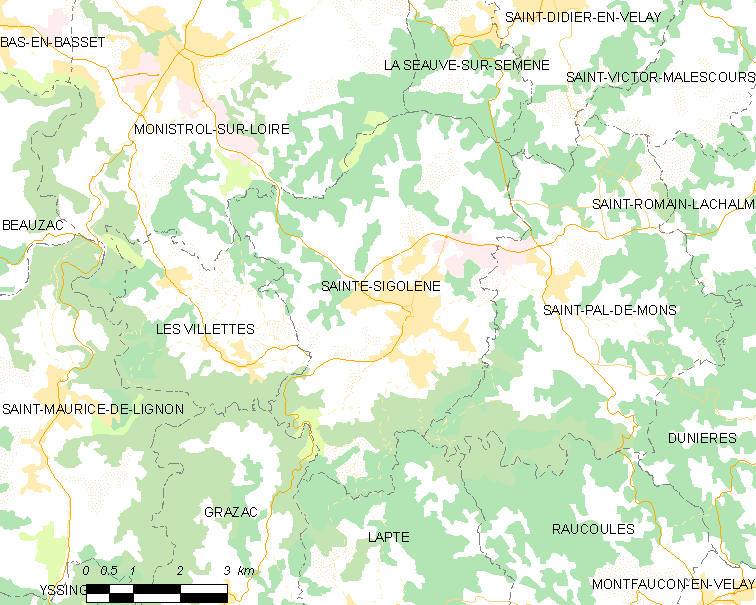
圣西戈莱娜的OSM定位图

## 行政
圣西戈莱娜的邮政编码为43600，INSEE市镇编码为43224。

## 政治
圣西戈莱娜所属的省级选区为双河与谷地县。

## 交通
上卢瓦尔省省道D43线、D44线和D47线经过境内。

## 人口

1962-2008年间圣西戈莱娜人口变化图示

圣西戈莱娜于2022年1月1日时的人口数量为6060人。